# Jean-Paul Sartre
Jean-Paul Charles Aymard Sartre (phát âm tiếng Pháp: [saʁtʁ]; phiên âm tiếng Việt: Xactơrơ; 21 tháng 6 năm 1905 – 15 tháng 4 năm 1980) là nhà triết học hiện sinh, nhà soạn kịch, nhà biên kịch, tiểu thuyết gia và là nhà hoạt động chính trị người Pháp. Ông là một trong những nhân vật nòng cốt trong hệ thống triết học của chủ nghĩa hiện sinh, và một trong những nhân vật có ảnh hưởng lớn trong nền triết học Pháp thế kỷ 20 và chủ nghĩa Marx. Tác phẩm của ông cũng đã ảnh hưởng đến xã hội học, lý thuyết phê bình, lý thuyết hậu thuộc địa, phê bình văn học, và vẫn còn tiếp tục ảnh hưởng đến các ngành này. Sartre cũng có mối quan hệ với nhà lý thuyết nữ quyền nổi tiếng là Simone de Beauvoir.
Satre được trao giải Nobel Văn học vào năm 1964 nhưng ông từ chối, ông nói rằng ông luôn từ chối những danh hiệu chính thức và "một nhà văn không nên cho phép mình trở thành người của một tổ chức".

## Tiểu sử

### Thời trẻ và tư tưởng
Jean-Paul Sartre là người con duy nhất của Jean-Baptiste Sartre, một sĩ quan của Hải quân Pháp, và Anne-Marie Schweitzer. Mẹ ông có nguyên quán là người vùng Grand Est, bà là chị họ của Albert Schweitzer, người cũng từng đoạt giải Nobel (cha của Anne-Marie Schweitzer - ông Charles Schweitzer - là anh ruột của Louis Théophile Schweitzer - cha của Albert Schweitzer). Khi Satre mới có 2 tuổi thì cha của ông mất vì bị sốt. Bà Anne đã đưa ông về ở với ông bà ngoại ở Meudon. Tại đây, Satre được mẹ giáo dưỡng với sự trợ giúp ông ngoại là một thầy giáo tiếng Đức. Ông ngoại của Satre đã dạy ông toán học và văn học cổ điển từ khi ông còn ấu thơ. Khi Satre 12 tuổi, mẹ ông tái giá và cả gia đình dọn về La Rochelle, ở đây ông thường xuyên bị bắt nạt.
Vào những năm 1920, khi còn là một thiếu niên, Satre đã bị triết học thu hút khi ông đọc bài khảo luận Các dữ liệu trực cảm của ý thức (Essai sur les données immédiates de la conscience) của Henri Bergson. Ông đã theo học và đạt được văn bằng triết học tại trường École normale supérieure, một trường alma mater của nhiều nhà tư tưởng và trí thức nổi tiếng của Pháp. Trong thời gian này ông làm quen với Simone de Beauvoir, một nhà văn lớn sau này trở thành người bạn tri âm của ông. Sartre đã chịu ảnh hưởng từ nhiều khía cạnh của triết học phương Tây, kế thừa tư tưởng của Immanuel Kant, Georg Wilhelm Friedrich Hegel, Søren Kierkegaard, Edmund Husserl và Martin Heidegger. Có lẽ quyết định có ảnh hưởng lớn nhất đến sự phát triển trong triết học của Sartre là ông đã tham dự hội thảo Alexandre Kojève hàng tuần trong nhiều năm liền.
Vào những năm đầu học tại École Normale, Sartre là một trong những sinh viên quậy nhất trường. Năm 1927, ông cùng Georges Canguilhem vẽ 1 bức biếm họa về chủ nghĩa chống quân phiệt trên bản tin của trường, bức tranh này đặc biệt gây khó chịu cho hiệu trưởng Gustave Lanson. Cũng trong năm này, Sartre cùng với các bạn thân của mình gồm Nizan, Larroutis, Baillou and Herland đã dựng lên một trò chơi khăm giới truyền thông. Nhân sự kiện chuyến bay New York-Paris thành công của Charles Lindbergh, họ đã thông cáo với báo chí rằng Lindbergh sẽ được trao giải thưởng sinh viên danh dự của École. Nhiều tờ báo, bao gồm cả tờ Le Petit Parisien, đồng loạt cho công bố tin này vào ngày 25 tháng 5. Hàng ngàn độc giả, bao gồm các nhà báo và những khán giả tò mò đến xem đều không biết rằng những gì họ đã được chứng kiến chỉ là một diễn viên đóng thế nhìn giống như Lindbergh mà thôi. Sự việc bị phanh phui, và trước làn sóng phản đối của công chúng đã buộc Lanson phải từ chức hiệu trưởng.
Năm 1932, ông theo học triết học của Edmund Husserl và Martin Heidegger. Sau khi tiếp tục dạy ở Le Havre và ở Lyon, Sartre dạy ở trường trung học Pasteur ở Paris trong thời gian 1937-1939. Cuối thập niên 1930 Sartre bắt đầu viết những tác phẩm lớn của đời mình, trong đó có La Nausée (Buồn nôn, 1938), Le Mur (Bức tường, 1938), là những cuốn sách tiêu biểu cho dòng văn học phi lý đã giúp Sartre trở thành một trong những nhà văn hóa lớn nhất của nước Pháp thời kỳ này. Trong Chiến tranh thế giới thứ hai, do mắt kém ông không nhập ngũ nhưng vẫn tham gia kháng chiến, bị bắt làm tù binh, sau đó bị nhốt vào trại tập trung. Năm 1941, Sartre trở về Paris tiếp tục dạy học, viết văn, làm quen với Albert Camus. Sau khi Chiến tranh thế giới thứ hai kết thúc, ông thôi dạy học và chuyên tâm vào sáng tác văn học.

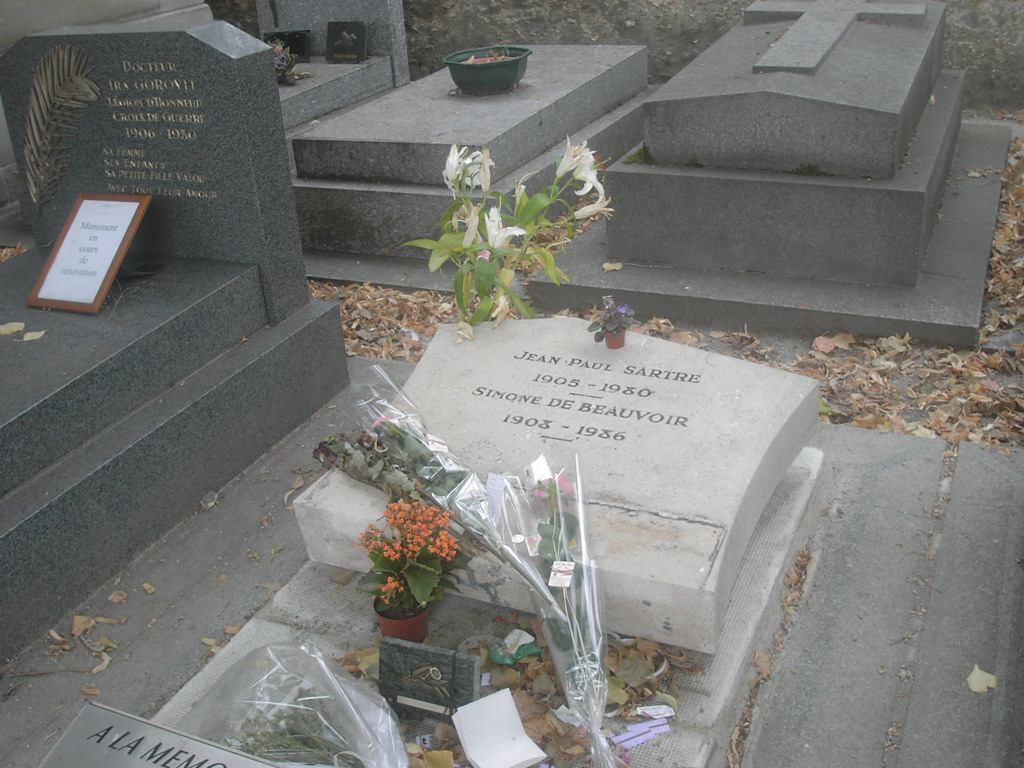
Mộ Jean-Paul Sartre tại nghĩa trang Montparnasse

Jean-Paul Sartre là một trong số các nhà văn coi quan điểm triết học là trung tâm của hoạt động sáng tạo. Tác phẩm triết học chính L'Être et le Néant (Tồn tại và hư vô, 1943) là sự tổng hợp quan điểm chính của ông về cuộc sống. Chủ nghĩa nhân đạo hiện sinh mà Sartre truyền bá trong tiểu luận nổi tiếng L'existentialisme est un humanisme (Chủ nghĩa hiện sinh là chủ nghĩa nhân đạo) cũng được thể hiện rõ trong tiểu thuyết Les chemins de la liberté (Những con đường của tự do, 1945-1949). Từ giữa thập niên 1940, ông nghiên cứu chủ nghĩa Marx, thành lập tạp chí Les temps modernes (Thời mới), tuyên truyền các ý tưởng cách mạng, hoạt động xã hội. Năm 1964 Sartre được Viện Hàn lâm Thụy Điển quyết định trao giải Nobel nhưng ông từ chối nhận giải vì không muốn mình biến thành một thiết chế xã hội ảnh hưởng đến công việc hoạt động chính trị cấp tiến. Sartre nhiệt tình ủng hộ các cuộc đấu tranh giải phóng của nhân dân Algérie, Trung Quốc, Cuba, cùng với Bertrand Russell thành lập Ủy ban chống tội ác chiến tranh của Mỹ ở Việt Nam. Những năm cuối đời Sartre bị mù, không viết được nhưng ông trả lời vô số phỏng vấn, thảo luận các vấn đề chính trị với bạn bè. Sartre cũng được biết đến nhiều với tư cách một nhà viết kịch phi lý. Ông nổi tiếng với các vở kịch Les Mouches (Ruồi) và Huis clos (Phía sau cửa đóng). Ngoài ra, Sartre còn viết phê bình văn học và các bài nghiên cứu về Charles Baudelaire, Jean Genet. Cuốn sách viết về thời niên thiếu của ông, Les mots (Lời nói), được xuất bản năm 1964.
La Nausée (Buồn nôn, 1938) là một trong những tác phẩm đáng chú ý nhất của ông. Mặc dù có một số ý kiến rằng nó chỉ là một trò chơi triết học ngụy trang dưới hình thức tiểu thuyết, nhưng sức lôi cuốn và hấp dẫn của nó là không thể phủ nhận. Câu chuyện có vẻ như là một chuỗi tự sự tiêu cực và buồn chán, chứa đựng đầy nỗi ngờ vực và trĩu nặng suy tư về tồn tại, hư vô.
Chủ nghĩa nhân đạo hiện sinh mà J. P. Sartre truyền bá trong tiểu luận nổi tiếng "Chủ nghĩa hiện sinh là chủ nghĩa nhân bản" cũng được thể hiện rõ trong tiểu thuyết bộ ba Les chemins de la liberté (Những con đường của tự do, 1945-1949). Tác phẩm nói về các nhân vật bị dằn vặt vì những lựa chọn, những nguyên tắc, những đòi hỏi và sự khao khát tự do; và chính trong hành trình đến với tự do hay chối bỏ tự do là điều kiện cho sự hiện hữu của các nhân vật này. Tác phẩm này là một tiếp cận ít lý thuyết và nhiều thực tế hơn, giúp cho nhiều người hiểu rõ chủ nghĩa hiện sinh.
Vào năm đầu năm 1964, Sartre cho ra tác phẩm cuối cùng của mình là "Ngôn Từ" (Les Mots) chỉ với 200 trang nhưng đã góp phần lớn giúp ông đoạt giải Nobel chín tháng sau đó. Sartre của những năm cuối đời vẫn là một nhà văn cánh tả, nhưng ông tự nhận bản thân là mâu thuẫn vì ngòi bút của ông trước đây nhắm vào giai cấp của chính ông, tiểu tư sản/tư sản (trưởng giả), hơn nữa, lại sử dụng "ngôn từ" của chính giai cấp này để cho ra tác phẩm của mình. Vì vậy ông cho tác phẩm La Nausée mà mình tâm đắc trước đây là một căn bệnh nông nổi mà ông may mắn chữa khỏi .

## Tác phẩm
- Esquisse d'une théorie des émotions (Đề cương lý thuyết tình cảm, 1939), khảo cứu
- L'imaginaire (Cái tưởng tượng, 1940), nghiên cứu tâm lý
- La Nausée (Buồn nôn, 1938), tiểu thuyết
- Le Mur (Bức tường, 1938), truyện
- L'Être et le Néant (Tồn tại và hư vô, 1943), tác phẩm triết học
- Les Mouches (Ruồi, 1943), kịch
- Huis clos (Kín cửa, 1944), kịch
- Réflexions sur la question juive (Suy nghĩ về vấn đề Do Thái, 1946), luận
- La putain respectueuse (Con đĩ biết lễ nghĩa, 1946), kịch
- Baudelaire (1946)
- Morts sans sépulture (Chết không mai táng, 1947), tập kịch ngắn
- L'existentialisme est un humanisme (Chủ nghĩa hiện sinh là chủ nghĩa nhân đạo, 1946), tiểu luận
- Les Mains sales (Những bàn tay bẩn, 1948), kịch
- Les chemins de la liberté (Những con đường của tự do, 1945-1949), tiểu thuyết:
  - L'âge de raison (1948)
  - Le sursis (1943)
  - La mort dans l'âme (1949)
- Le Diable et le Bon Dieu(Quỷ dữ và Chúa lòng lành, 1951), kịch
- Saint Genet, comédien et martyr (1952), phê bình Jean Genet
- Critique de la raison dialectique (Phê phán lý trí biện chứng, 2 tập, 1960), khảo luận:
  - Théorie des ensembles pratiques
  - L'intelligibilité de l'histoire
- Les Séquestrés d'Altona (Những người bị cầm tù ở Altona, 1960), kịch
- Les Mots (Ngôn từ, 1964), hồi ký

## Câu nói
- Phản ứng về một cuộc biểu tình chống lại sĩ quan chỉ huy NATO, tướng Matthew Ridgway, bị cảnh sát đập tan ở Paris:

| “ | "Một người chống cộng là một con chó." | ” |

## Nhận xét
Bernard-Henri Lévy, nhà báo, sáng lập viên của nhóm Triết học mới (Nouvelle Philosophie) cho rằng: "Có hai ông Sartre. Một người là một người tốt, tác giả cuốn "Nausea" và "Being and Nothingness", lo lắng về quyền tự do và không đếm xỉa tới thế giới. Người thứ hai, một côn đồ, muốn cải tiến nhân loại, và vì vậy trở nên một đầy tớ của chế độ toàn trị."